# 萬福麟
萬福麟（1880年—1951年），字壽山，祖籍天津寧河。吉林農安人。中华民国陸軍二級上將。

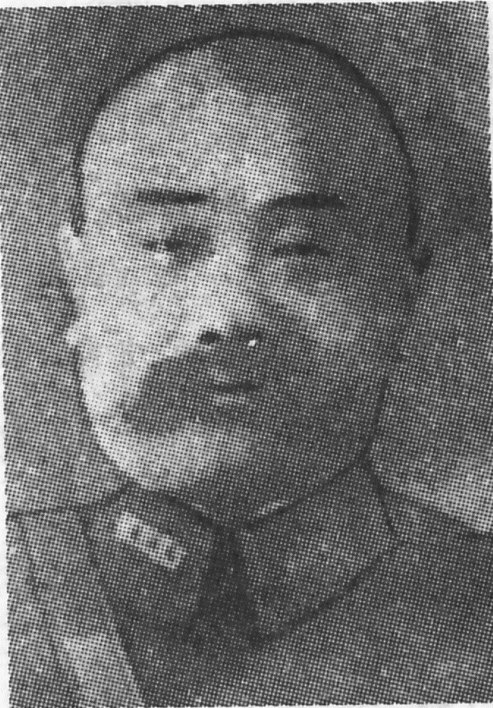
萬福麟

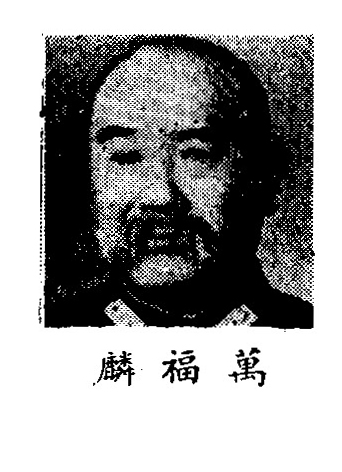

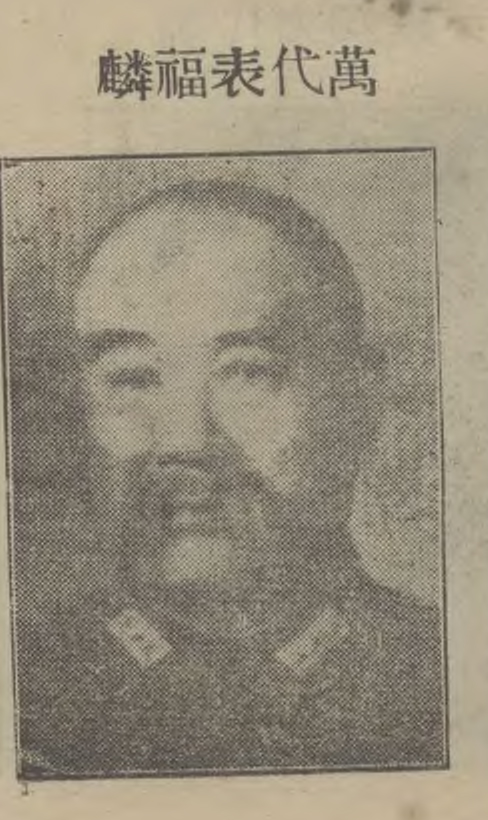

## 生平
1900年（光緒26年），萬福麟参加靖威軍。1905年（光緒31年），转入奉天防营，此后不断升迁。1911年（宣統3年），任騎馬隊第3营管带。
1914年（民国3年），升任後路帮统。1917年（民国6年），任第29師步兵第114团团長。1920年（民国9年），升任第57旅旅長兼中東铁路護路軍哈满司令。民国10年（1921年），兼任满海警備司令。1922年（民国11年），任東三省陸軍第15旅旅長。1923年（民国12年），兼任安泰鎮守使。1925年（民国14年），升任東三省陸軍第17師師長，并兼任騎兵軍副軍長。1926年（民国15年），升任第8軍軍長。
1928年（民国17年）6月，張作霖及黑龙江省督办吴俊陞在皇姑屯事件中遭日本关東軍爆炸身亡，万福麟继任黑龙江督办。此外，他还被任命为東北边防軍副司令長官。同年12月，万福麟随張学良东北易幟，常蔭槐被国民政府任命为首任黑龙江省政府主席。但是，常蔭槐和楊宇霆遭張学良肃清，民国18年（1929年）1月，万福麟乃接任黑龙江省政府主席。同年，万福麟兼任第5編遣区办事处主任委員、防俄軍总司令。
1931年（民国20年）九一八事变爆发，万福麟的軍队遭到日本关東軍的攻撃，很快敗北。同年11月，万福麟辞去黑龙江省政府主席职务。此後，万福麟历任北平綏靖公署常務委員、国民政府軍事委員会北平分会常務委員。1933年（民国22年），作为第4軍团指揮官重返前线，被任命为第53軍軍長。1935年（民国24年）12月，被任命为冀察政務委員会委員、晉升二級上將。
1937年（民国26年）抗日战争爆发，万福麟被任命为第1集团軍副总司令。此后，其对日作战战绩不佳。1938年（民国27年）冬，万福麟不再担任前线指揮官。此後，万福麟交卸軍職，脱离政治，担任闲职。1940年（民国29年）5月，被任命为遼寧省政府主席，此为象征性职务，不提名省政府委员及厅长。
第二次国共内战中，1948年（民国37年）8月，万福麟被任命为東北剿匪总司令部副总司令，但无实权。1949年（民国38年），万福麟逃往台湾，被任命为总統府国策顧問。
1951年（民国40年），万福麟病逝台中。享壽71岁。

## 家庭
- 长子：万国宾，洮昂铁路局局长[2]。育有六女。
  - 长房长孙女
  - 长房二孙女：万致昆[3]
  - 长房三孙女：万致明。丈夫李信麟是美国华裔高科技创业先驱，加州大学校董，曾任美国两任总统的贸易政策和谈判顾问，后身兼五家公司董事长[3]。
  - 长房四孙女：万致第[3]
  - 长房五孙女：萬致华
  - 长房六孙女：万致杰。微软公司大中华区总监[3][4]。
- 次子：万国权，全国政协副主席

### 引用
1. ↑  劉寿林等（1995）、955頁。
2. ↑  马忠文. . 博览群书2011(9):102-107. （原始内容存档于2020-11-03）.
3. 1 2 3 4  朱琦. . 今天视野. 2008年. （原始内容存档于2020-11-06）.
4. ↑  . 新浪. 2004-06-28. （原始内容存档于2020-11-02）.